# Zygmunt Płazak
Zygmunt Płazak (ur. 14 listopada 1914 w Ząbkowicach, obecnie w granicach Dąbrowy Górniczej, zm. ?) – polski działacz partyjny i samorządowy, wojskowy, milicjant, przewodniczący Prezydium Miejskiej Rady Narodowej w Ząbkowicach (1962–1972) oraz Będzinie (1972–1974).

## Życiorys
Syn Piotra i Ewy z domu Urkan. Ukończył szkołę podstawową, a w 1961 Technikum Ekonomiczne w Chorzowie (specjalność ogólnoekonomiczna). Od 1931 pracował w Hucie Szkła Okiennego „Ząbkowice”. W 1936 odbył służbę wojskową w 23 Pułku Artylerii Lekkiej, następnie podjął zawodową służbę wojskową i rozpoczął naukę w szkole podoficerskiej. Wraz z macierzystą jednostką uczestniczył w kampanii wrześniowej, 19 września odniósł rany w bitwie pod Tomaszowem Lubelskim i do początku 1940 przebywał w szpitalu. Od 1942 do 1944 pracownik fizyczny w zarządzie gminy Ząbkowice (Zombkowitz).
Od 1946 członek Polskiej Partii Robotniczej, a od 1948 Polskiej Zjednoczonej Partii Robotniczej (m.in. I sekretarz Organizacji Terenowej PZPR nr 18 w Ząbkowicach). W 1945 podjął służbę w Milicji Obywatelskiej, początkowo w Ząbkowicach jako zastępca komendanta, następnie w Czeladzi. Po zwolnieniu z MO z powodu stanu zdrowia w 1946/7 został referentem w wydziale karno-administracyjnym urzędu gminy Ząbkowice, w 1950 przeszedł na funkcję sekretarza gminy. W 1952 został sekretarzem Gromadzkiej Rady Narodowej w Zagórzu. W 1958 został przewodniczącym Prezydium Osiedlowej Rady Narodowej w Ząbkowicach, a w 1962 Miejskiej Rady Narodowej tamże. W 1972 przeniósł się na stanowisko przewodniczącego Prezydium MRN w Będzinie (do 1973 tożsame z funkcją prezydenta miasta). W 1974 przeszedł na emeryturę. Ze względu na odniesione obrażenia był inwalidą wojennym, działał w organizacjach kombatanckich.
Miał córkę. W wolnych chwilach zajmował się malarstwem.